# Equazione di Papperitz-Riemann
In matematica, l'equazione di Papperitz-Riemann o equazione di Papperitz è un'equazione differenziale del secondo ordine che rappresenta la più generale equazione totalmente fuchsiana con tre punti fuchsiani (o regolari). Molte delle equazioni che s'incontrano nella fisica matematica sono equazioni di questo tipo, o sono riconducibili a un'equazione ipergeometrica confluente, e gran parte delle funzioni speciali sono soluzioni di queste equazioni.
Le equazioni con uno o due punti fuchsiani sono completamente risolvibili in termini di funzioni elementari e rivestono scarso interesse. D'altra parte, le funzioni con quattro punti fuchsiani s'incontrano di rado e non si conosce una teoria generale per la loro risoluzione. Le funzioni di Papperitz-Riemann sono invece state studiate estremamente a fondo, e le loro soluzioni costituiscono la vasta classe delle funzioni ipergeometriche. La forma confluente, studiata altrettanto a fondo, dà poi origine alla classe delle funzioni ipergeometriche confluenti.
L'equazione di Papperitz-Riemann ha la forma:
{\displaystyle {\frac {d^{2}w}{dz^{2}}}+\left[{\frac {1-\alpha -\alpha '}{z-a}}+{\frac {1-\beta -\beta '}{z-b}}+{\frac {1-\gamma -\gamma '}{z-c}}\right]{\frac {dw}{dz}}}
{\displaystyle +\left[{\frac {\alpha \alpha '(a-b)(a-c)}{z-a}}+{\frac {\beta \beta '(b-c)(b-a)}{z-b}}+{\frac {\gamma \gamma '(c-a)(c-b)}{z-c}}\right]{\frac {w}{(z-a)(z-b)(z-c)}}=0}
dove {\displaystyle a}, {\displaystyle b} e {\displaystyle c} sono singolarità regolari, e:
{\displaystyle \alpha +\alpha '+\beta +\beta '+\gamma +\gamma '=1}
con {\displaystyle \alpha } e {\displaystyle \alpha '} gli esponenti caratteristici delle soluzioni in corrispondenza di {\displaystyle z=a}, dove si presentano due rami:
{\displaystyle w_{1}(z)=(z-a)^{\alpha }\phi _{1}(z)\qquad w_{2}(z)=(z-a)^{\alpha '}\phi _{2}(z)}
con {\displaystyle \phi _{1,2}(z)} una funzione olomorfa in {\displaystyle z=a}. Analogamente si verifica per {\displaystyle z=b} e {\displaystyle z=c}.
Per dire che {\displaystyle w} è soluzione dell'equazione di Papperitz-Riemann è d'uso introdurre il simbolo P di Riemann scrivendo:
{\displaystyle w(z)=P\left\{{\begin{matrix}a&b&c&\;\\\alpha &\beta &\gamma &z\\\alpha '&\beta '&\gamma '&\;\end{matrix}}\right\}}
Con tale formalismo, la funzione ipergeometrica assume la forma:
{\displaystyle \;_{2}F_{1}(a,b;c;z)=P\left\{{\begin{matrix}0&\infty &1&\;\\0&a&0&z\\1-c&b&c-a-b&\;\end{matrix}}\right\}}

## L'equazione
Considerando la più generale equazione differenziale del secondo ordine con esattamente tre punti regolari, siano {\displaystyle \xi _{1}}, {\displaystyle \xi _{2}} e {\displaystyle \xi _{3}} i tre punti fuchsiani e siano {\displaystyle (\alpha _{1},\beta _{1})}, {\displaystyle (\alpha _{2},\beta _{2})} e {\displaystyle (\alpha _{3},\beta _{3})} i rispettivi esponenti delle soluzioni (determinati dalle radici dell'equazione indiciale relativa). Scrivendo l'equazione in forma standard:
{\displaystyle {\frac {d^{2}u}{dz^{2}}}+p(z){\frac {du}{dz}}+q(z)u=0}
i coefficienti {\displaystyle p(z)} e {\displaystyle q(z)} hanno la forma:
{\displaystyle p(z)={\frac {P(z)}{(z-\xi _{1})(z-\xi _{2})(z-\xi _{3})}}}
{\displaystyle q(z)={\frac {Q(z)}{(z-\xi _{1})^{2}(z-\xi _{2})^{2}(z-\xi _{3})^{2}}}}
con {\displaystyle P(z)} e {\displaystyle Q(z)} funzioni intere. È da notare che, poiché il punto all'infinito deve per ipotesi essere ordinario, {\displaystyle P(z)} e {\displaystyle Q(z)} sono necessariamente polinomi di secondo grado che si possono scrivere nella forma:
{\displaystyle P(z)=A_{1}(z-\xi _{2})(z-\xi _{3})+A_{2}(z-\xi _{3})(z-\xi _{1})+A_{3}(z-\xi _{1})(z-\xi _{2})}
{\displaystyle Q(z)=B_{1}(z-\xi _{2})(z-\xi _{3})+B_{2}(z-\xi _{3})(z-\xi _{1})+B_{3}(z-\xi _{1})(z-\xi _{2})}
con la condizione che {\displaystyle A_{1}+A_{2}+A_{3}=2}. La forma dei coefficienti diventa:
{\displaystyle p(z)={\frac {A_{1}}{z-\xi _{1}}}+{\frac {A_{2}}{z-\xi _{2}}}+{\frac {A_{3}}{z-\xi _{3}}}}
{\displaystyle q(z)={\frac {1}{(z-\xi _{1})(z-\xi _{2})(z-\xi _{3})}}\left\{{\frac {B_{1}}{(z-\xi _{1})}}+{\frac {B_{2}}{(z-\xi _{2})}}+{\frac {B_{3}}{(z-\xi _{3})}}\right\}}
e si può quindi scrivere l'equazione relativa al punto {\displaystyle \xi _{i}}, con {\displaystyle i=1,2,3}, e si possono ricavare gli esponenti della soluzione {\displaystyle (\alpha _{i},\beta _{i})}. Si ha:
{\displaystyle \left\{{\begin{matrix}A_{i}=1-\alpha _{i}-\beta _{i}\\B_{i}=\alpha _{i}\beta _{i}(\xi _{i}-\xi _{k})(\xi _{i}-\xi _{l})\end{matrix}}\right.\qquad i,k,l=1,2,3\quad i\neq k\neq l}
Inoltre, la condizione {\displaystyle A_{1}+A_{2}+A_{3}=2} impone una restrizione sulla scelta dei possibili esponenti, fissa cioè:
{\displaystyle \sum _{i=1}^{3}(\alpha _{i}+\beta _{i})=1}
L'equazione in forma standard assume la forma:
{\displaystyle {\frac {d^{2}u}{dz^{2}}}+\left\{\sum _{i=1}^{3}{\frac {1-\alpha _{i}-\beta _{i}}{(z-\xi _{i})}}\right\}{\frac {du}{dz}}-{\frac {(\xi _{1}-\xi _{2})(\xi _{2}-\xi _{3})(\xi _{3}-\xi _{1})}{(z-\xi _{1})(z-\xi _{2})(z-\xi _{3})}}\left\{{\frac {\alpha _{1}\beta _{1}}{(z-\xi _{1})(\xi _{2}-\xi _{3})}}+{\frac {\alpha _{2}\beta _{2}}{(z-\xi _{2})(\xi _{3}-\xi _{1})}}+{\frac {\alpha _{3}\beta _{3}}{(z-\xi _{3})(\xi _{1}-\xi _{2})}}\right\}u=0}
che è la forma dell'equazione di Papperitz-Riemann.

## Soluzioni
Le soluzioni possono essere scritte attraverso la funzione ipergeometrica:
{\displaystyle u(z)=\left({\frac {z-\xi _{1}}{z-\xi _{2}}}\right)^{\alpha }\left({\frac {z-\xi _{3}}{z-\xi _{2}}}\right)^{\gamma }\;_{2}F_{1}\left(\alpha +\beta +\gamma ,\alpha +\beta '+\gamma ;1+\alpha -\alpha ';{\frac {(z-\xi _{1})(\xi _{3}-\xi _{2})}{(z-\xi _{2})(\xi _{3}-\xi _{1})}}\right)}
dal momento che vale la relazione generale:
{\displaystyle P\left\{{\begin{matrix}\xi _{1}&\xi _{2}&\xi _{3}&\;\\\alpha &\beta &\gamma &z\\\alpha '&\beta '&\gamma '&\;\end{matrix}}\right\}=\left({\frac {z-\xi _{1}}{z-\xi _{2}}}\right)^{\alpha }\left({\frac {z-\xi _{3}}{z-\xi _{2}}}\right)^{\gamma }P\left\{{\begin{matrix}0&\infty &1&\;\\0&\alpha +\beta +\gamma &0&\;{\frac {(z-\xi _{1})(c-\xi _{2})}{(z-\xi _{2})(\xi _{3}-\xi _{1})}}\\\alpha '-\alpha &\alpha +\beta '+\gamma &\gamma '-\gamma &\;\end{matrix}}\right\}}